# Семенсола
 Семенсола  — деревня в Сернурском районе Республики Марий Эл. Входит в состав Казанского сельского поселения.

## География
Находится в северо-восточной части республики Марий Эл на расстоянии приблизительно 20 км на север от районного центра посёлка Сернур.

## История
Известна с 1746 года как починок Семен-Сола, где проживали 39 мужчин. В 1792 году в 5 дворах проживали 43 человека. В 1811 году в починке числилось 5 дворов, 54 жителя. В 1834 году в 27 дворах проживали 198 человек. В 1876 году в 10 дворов, проживали 65 человек. В 1885 году числилось 12 дворов, 79 человек, мари. В 1925 года в ней числилось 103 жителя, мари. В 1950-е годы в 30 домах проживали 160—170 человек. В дальнейшем начался отток жителей. В 1975 году в 24 дворах проживали 140 человек, в 1988 году в 19 дворах — 74 человека. В 1996 году в 21 дворе проживали 76 человек. В советское время работали колхозы «1 Мая», «Заря», имени Хрущёва.

## Население
Население составляло 54 человека (мари 89 %) в 2002 году, 56 в 2010.

## Известные уроженцы
Иванов Тихон Григорьевич (1924—2016) —  свинарь, птицевод совхоза «Казанский» Сернурского района Марийской АССР (1960—1973). Депутат Верховного Совета СССР 6-го созыва (1962—1966). Делегат XXII съезда КПСС (1961). Член КПСС с 1953 года. Участник Великой Отечественной войны.